# Marie von Reitzenstein
Marie Freifrau von Reitzenstein (* 2. Dezember 1854 in Hannover; † 9. März 1894 in Baden-Baden) war eine deutsche Schriftstellerin.

## Leben
Sie war die Tochter des hannoverschen Oberst und späteren Gesandten am preußischen Hof Wilhelm August von Reitzenstein (1815–1864) und dessen Ehefrau Georgina von Halkett (* 17. April 1817).
Am 19. Oktober 1886 heiratete sie in Baden-Baden den Offizier Johann Karl Hermann von Reitzenstein (* 15. Mai 1851; † 30. April 1924), der 1908 über Die Königlich Hannoversche Artillerie im Kriege 1866 schrieb.
Durch ihre Werke, insbesondere ihre Lyrik, erhielt sie in Hannover den Beinamen „Nachtigall Hannovers“.
Marie Freifrau von Reitzenstein starb, kaum 40 Jahre alt, in Baden-Baden. Bestattet wurde sie in Celle.

## Werke (unvollständig)
- Ich bin ein Welfe, Zeitgedicht, 1891
- Der Dragonerschmied. Ein Kriegsbild in 5 Aufzügen, 1891
- Die Haussuchung, Lustspiel, 1892
- Pfalzgraf Heinrich, Herzog Heinrichs des Löwen Sohn, 1892

## Ehrungen
Nachdem der Rat der Stadt Hannover 1999 beschlossen hatte, neue Straßen überwiegend nach Frauen zu benennen, die in der Geschichte der Stadt eine bedeutende Rolle gespielt haben, wurde im August 2011 eine Broschüre herausgegeben, die Angaben über bisherige Straßenbenennungen nach weiblichen Persönlichkeiten gibt und eine Reihe von Personen listet, nach denen zukünftig Straßenbenennungen erfolgen sollten. Unter letzteren ist auch eine Kurzbiographie zu Marie Freifrau von Reitzenstein enthalten.